# AD Guíxols
AD Guíxols is een Spaanse voetbalclub uit Sant Feliu de Guíxols in de regio Catalonië. De club speelt in de Primera Divisió Catalana, de eerste Catalaanse amateurdivisie. Thuisstadion is het Estadi Josep Suñer Arxer.

## Geschiedenis
AD Guíxols werd opgericht op 1 november 1905 opgericht, maar pas in september 1913 werd de voetbalafdeling van deze sportclub opgericht. AD Guíxols werd van 1919 tot 1922 viermaal achter elkaar kampioen van de Catalaanse amateurdivisie. Het grootste succes in de clubgeschiedenis was de winst van de Trofeu Moscardó, een Catalaans bekertoernooi, in 1964 ten koste van CF Reus Deportiu. AD Guíxols speelde in totaal elf seizoenen in de Tercera División Grupo 5, maar de club is inmiddels afgezakt naar de Catalaanse amateurdivisies.

## Gewonnen prijzen
- Trofeu Moscardó: 1964

## Bekende spelers
- Oleguer Presas Renom